# Partit Progressista del Poble Treballador
Partit Progressista del Poble Treballador (grec Ανορθωτικό Κόμμα Εργαζόμενου Λαού, AKEL, turc Emekçi Halkın İlerici Partisi) és un partit polític xipriota d'ideologia comunista. Promou un Xipre independent, unificat, desmilitaritzat i no alineat, i una solució federal per al problema intern de l'illa. Posa especial èmfasi en l'apropament amb els turco-xipriotes. Ha donat suport a l'ingrés de Xipre a la Unió Europea amb algunes reserves.És el principal partit de l'esquerra a Xipre.

## Història

### Fundació i primers anys
Fou fundat el 1926 amb el nom de Partit Comunista de Xipre (KKK: Kommounistiko Komma Kyprou) a Limassol amb tres objectius declarats: "l'organització i a millora de la situació de les classes treballadores oprimides pel capitalisme a Xipre; la lluita per la independència política de Xipre del Regne Unit; i el desenvolupament a Xipre de la solidaritat internacional del moviment obrer i la unificació de la lluita dels treballadors i camperols de Xipre". En els següents tres anys, KKK va aconseguir organitzar sindicats i vagues. El 1927 va acabar amb èxit una vaga de 1.000 miners d'amiant: la seva jornada laboral es va reduir de deu a nou hores diàries. El 1929, sis mil miners van fer vaga. La companyia minera britànica va invocar l'ajut de les autoritats colonials que van esclafar la vaga per la força. Tot i que molts treballadors van ser acomiadats i els seus líders comunistes van ser empresonats o exiliats, aquesta vaga va enfortir KKK. S'havia demostrat que era un factor polític que s'havia de prendre seriosament. En quant a la independència, defensava l'autodeterminació i la fi del domini colonial britànic: el KKK va intentar incloure xipriotes grecs, turcs, armenis i maronites en la lluita per l'autodeterminació, fent així un esforç per superar la incipient escissió ètnica de l'illa. Això xocava per altra banda, la solució que pretenien l'Església i els nacionalistes grecs: l'enosi o unificació amb Grècia, tot i així hi mantingué una relació tensa, participant en la lluita anticolonial però sense un objectiu comú.
El KKK Fou il·legalitzat el 1931, després de participar en l'alçament popular contra el domini britànic. El mateix any, fou admès a la internacional comunista com a representant de Xipre, al marge del KKE grec si bé tutelat pel PC de la Gran Bretanya. El 1936, un contingent de 60 combatents xipriotes del Partit Comunista es van oferir voluntaris per lluitar a la Guerra Civil espanyola com a part de les Brigades Internacionals contra el feixisme. 15 d'ells van morir i Ezekias Papaioannou, futur secretari general del partit, va resultar ferit. Xipre té el percentatge més gran de voluntaris i morts per capita de tots els països que lluitaren contra Franco. A partir de 1936, amb el lideratge de Ploutis Servas, organitzà sindicats en els diferents sectrors, el 1939, 4000 treballadors ja estaven afiliats als sindicats, que s'uniren en el Primer Congrés de sindicats Pan Xipriota PSE. També impulsaren organitzacions de pagesos.

### Mitjans de segle
El governador britànic va afluixar la repressió, en el context de la II Guerra Mundial i la cooperació contra els nazis, i el 1941 membres del Partit i altres personalitats van constituir públicament un nou partit amb el nom actual d'AKEL, mentre el KKK seguia funcionant clandestinament. A les eleccions municipals de 1943 va assolir les alcaldies de Limassol (Ploutis Servas) i Famagusta (Adam Adamantos). Durant la II Guerra Mundial les tensions amb els britànics passarien a un segon pla i l'AKEL cridaria a lluitar contra les forces nazis i feixistes i a donar suport a la resistència a Grècia contra l'ocupació alemanya, aleshores liderada pel Partit Comunista de Grècia. El 1944 el KKK es fusionaria dins l'AKEL.
Durant els anys 40 tot el moviment obrer i camperol de Xipre estigué articulat al voltant del partit, que posà les bases de la seva hegemonia dins l'esquerra mitjançant tant en la lluita als llocs de treball com en l'activitat anti-colonial. El 1941 es fundà el sindicat Federació del Treball Pan-Xipriota (PEO) successora del PSE, que tingué un paper protagonista en les importants vagues de 1948 a la Cyprus Mines Corporation i ha estat l'aliat històric de l'AKEL. Com a reacció, els empresaris i les autoritats britàniques impulsaren sindicats conservadors, creant el SEK el 1943. El 1946 les organitzacions agràries impulsades per l'AKEL s'uniren creant l'Organització de Camperols Xipriotes EAK (Enosis Agroton Kyprou).
Tot i que l'AKEL no era explícitament contrari a l'Enosi, i hi donà suport especialment durant l'etapa de la lluita antifeixista i contra l'ocupació britànica, incloent-lo entre els seus objectius en el 2n Congrés de 1942, més tard es va oposar a la tàctica de l'EOKA. L'EOKA el va acusar de col·laboracionisme amb els britànics, quan el fet és que els britànics prohibiren l'AKEL altre cop el 1955. El 14 de desembre d'aquell any, els colonialistes britànics van arrestar 135 líders i militants d'AKEL, inclòs el seu secretari general Ezekias Papaioannou. El governador colonial britànic de Xipre, John Harding, va prohibir el partit juntament amb la Unió de Camperols de Xipre (EAK), l'Organització Pancípria de Dones Democràtiques (PODG) i l'Organització de Joves Progressistes (AON). També es van prohibir els diaris d'esquerres "Neos Dimokratis", "Anexartitos", "Empros" i el diari turco-xipriota "Inkilaptsi". L'adminsitració militar va governar amb un puny de ferro i va implementar diverses mesures, com ara tocs de queda, tancaments d'escoles, camps de concentració, detenció indefinida de sospitosos sense judici i la imposició de la pena de mort per als resistents. Malgrat tot l'AKEL va continuar operant com una organització clandestina i il·legal que s'enfrontava a l'ocupació britànica i al terrorisme d'extrema dreta. Durant els anys d'i·legalitat, el sindicat PEO i especialment el seu líder Andreas Ziartides eren l'única entitat política legal d'esquerres i expressaven la política de l'AKEL clandestí.
El PEO i l'AKEL tenien membres de totes les ètnies de Xipre, sobretot fins que l'Organització de la Resistència Turca TMT, de dreta nacionalista truca, desencadenà una campanya de terror contra els turco-xipriotes d'esquerres, i assassinà el seu dirigent i preiodista Fazil Onder el 1958. Molts turcs xipriotes propers a l'AKEL i el PEO foren perseguits i atacats. El cap de la branca turco-xipriota del sindicat PEO (afí a AKEL) Ahmet Sadi es va refugiar al Regne Unit per salvar la vida. L'últim xipriota turc que va formar part del comitè central d'AKEL, Derviş Ali Kavazoğlu, va ser assassinat per TMT el 1965.
Malgrat la forta repressió i persecució tant de britànics com d'ultranacionalistes, l'AKEL aconseguí mantenir un fort arrelament popular. A mitjans dels anys seixanta, el Departament d'Estat dels Estats Units va estimar que els membres del partit eren aproximadament 10.000 (el 3,25% de la població en edat de treballar).

### Independència
Després de la independència, en les eleccions parlamentàries de 1960, l'AKEL fou la segona força amb el 37.7% dels vots, rere el Font Patriotic que donava suport a Makarios. El 1970 en les eleccions parlamentàries l'AKEL fou la força més votada, amb el 40% dels vots, però l'Eniaion obtingué més escons.
Després de les eleccions presidencials de 1973, on Makarios fou escollit president en ser l'únic candidat, l'AKEL s'oposà al cop d'Estat militar del 15 de juliol de 1974 contra el president Makarios, dut a terme el destacament ELDYK de l'exèrcit grec a Xipre, la guàrdia nacional xipriota, la milícia de l'EOKA B i la junta dels coronels grecs, amb suport dels EUA. L'AKEL, amb Makarios, demanà la intervenció de l'ONU i les forces de l'UNFICYP en defensa de la legalitat, sense obtenir cap resposta. Pocs dies després Turquia envaïa l'Illa, creant la República Turca de Xipre del Nord imposant la divisió que encara avui es manté. El govern imposat pel cop caigué pocs dies després amb la fi de la segona junta militar grega La segona Junta de Grècia el 24 de juliol de 1974.
Des d'aleshores l'AKEL ha defensat la reunificació de l'Illa, i cridat a "greco-xipriotes i turco-xipriotes a treballar junts per assolir-la". També reclama la devolució de les dues bases militars sota sobirania britànica que hi ha al sud de Xipre, herència del domini colonial britànic.
En les eleccions legislatives de 1976, l'AKEL, el Partit Democràtic DIKO i el Moviment Socialdemòcrata EDEK s'uniren en la coalició del Front Democràtic, que guanyà amb un 71% dels vots. El 1981 fou la força més votada en les legislatives, amb el 32,77% dels vots i 12 escons, els mateixos escons que el conservador Agrupament Democràtic (DISY). Quedà en la tercera posició el 1985, amb el 27,4% dels vots, obtenint 15 dels 56 escons. El 1991 fou altre cop segona força amb el 30,7% i 18 diputats, i el 1996 augmentà al 33% i 19 escons.

### Segle XXI
Fou estat el partit polític més votat a les eleccions legislatives xipriotes de 2001 (34,7% i 20 escons) i 2006 (31,13% i 18 escons). El seu cap, Dimitris Khristófias formà govern els dos cops fins que a les eleccions presidencials xipriotes de 2008 fou escollit president de Xipre. A les eleccions legislatives del 22 de maig de 2011, AKEL va rebre el 32,67% dels vots i va obtenir 19 dels 56 membres del parlament. Després de la dura crisi econòmica global dels anys següents, i la crisi bancària a Xipre, a les eleccions presidencials de 2013, el candidat de l'AKEL, Stavros Malas, va perdre per un petit marge del 42,52% al 57,48%. També seria derrotat el 2018 front Nicos Anastasiades del DISY amb al 44% front al 55% en segona volta.
El 2004 l'AKEL, es va oposar al Pla Annan per al conflicte de Xipre, que proposava una federació entre les parts grega i turca. També s'hi oposaren el centrista DIKO i socialdemòcrata EDEK. Mentre que el dretà DISY donà suport al pla, que tenia el suport de Turquia, dels EUA, el Regne Unit i la Comissió Europea. En el referèndum el 75.83% dels ciutadans de la República de Xipre rebutjaren el pla, mentre que 64.91% dels ciutadans de la República Turca de Xipre del Nord votaren a favor. L'AKEL defensa "una solució pacífica del problema de Xipre en el marc de les Nacions Unides i sobre la base de les resolucions de l'ONU i dels acords d'alt nivell de 1977 i 1979. La solució hauria de preveure la retirada de les tropes i colons d’ocupació turcs. Hauria de restablir la unitat, la integritat territorial i la sobirania de la República de Xipre sense donar dret a una intervenció unilateral a cap altre país. Hauria de restaurar i salvaguardar els drets humans i les llibertats fonamentals de tots els xipriotes, inclòs el dret dels refugiats a tornar a les seves llars i propietats". No s'oposa a una solució federal en primer terme, però sempre que es compleixin les garanties de retirada turca i no intervenció, que el Consell de Seguretat de l'ONU, no va saber garantir. Denuncià també que "l’arbitratge del secretari general de l’ONU va ser injust i esbiaixat a favor de les posicions turques". Tanmateix ha defensat reprendre les negociacions i arribar a un acord entre les parts.
L'AKEL és membre del grup polític Esquerra Unida Europea - Esquerra Verda Nòrdica al Parlament Europeu, i es considera moderadament euroescèptic. Malgrat la seva oposició i critica a les polítiques econòmiques i socials de la UE, va canviar la seva posició inicialment contrària a l'ingrés considerant que l'adhesió de Xipre a la UE en paral·lel a les ambicions europees de Turquia podria funcionar com a catalitzador per a una solució correcta del problema de Xipre. Xipre va ingressar a la UE el 2004 i, a les eleccions al Parlament Europeu de 2004, AKEL va obtenir dos dels sis eurodiputats xipriotes, que ha mantingut des d'aleshores. El turco-xipriota Niyazi Kızılyürek i el greco-xipriota Giorgos K. Georgiou representen l'AKEL al Parlament europeu.

## Resultats electorals

### Cambra de Representants
| Any   | Vots      | %     | Escons  | +/- |
| ----- | --------- | ----- | ------- | --- |
| 1960  | 51.719    | 37,71 | 5 / 50  | Nou |
| 1970  | 79.666    | 35,67 | 9 / 35  | 4   |
| 1976a | 1.242.476 | 71,89 | 9 / 35  | =   |
| 1981  | 95.364    | 32,77 | 12 / 35 | 3   |
| 1985  | 87.628    | 27,43 | 15 / 56 | 3   |
| 1991  | 104.771   | 30,63 | 18 / 56 | 3   |
| 1996  | 121.958   | 33,00 | 19 / 56 | 1   |
| 2001  | 142.648   | 34,71 | 20 / 56 | 1   |
| 2006  | 131.066   | 31,13 | 18 / 56 | 2   |
| 2011  | 132.171   | 32,67 | 19 / 56 | 1   |
| 2016  | 90.204    | 25,67 | 16 / 56 | 3   |
| 2021  | 79.913    | 22,34 | 15 / 56 | 1   |

a En coalició amb el Partit Democràtic i l'EDEK.

### Eleccions presidencials
| Any   | Candidat             | Primera volta | Primera volta | Segona volta | Segona volta | Resultats |
| Any   | Candidat             | Vots          | %             | Vots         | %            | Resultats |
| ----- | -------------------- | ------------- | ------------- | ------------ | ------------ | --------- |
| 1983a | Spyros Kyprianou     | 173.791       | 56.50%        |              |              | Electe    |
| 1988b | Georgios Vasiliou    | 100.748       | 30.10%        | 167.834      | 51.60%       | Electe    |
| 1993  | Georgios Vasiliou    | 157.027       | 44.20%        | 176.769      | 49.70%       | Derrota   |
| 1998  | Georgios Vasiliou    | 160.918       | 40.60%        | 200.222      | 49.20%       | Derrota   |
| 2003a | Tassos Papadopoulos  | 213.353       | 51.51%        |              |              | Electe    |
| 2008  | Dimitris Jristofias  | 150.016       | 33.29%        | 240.622      | 53.36%       | Electe    |
| 2013  | Stávros Malás        | 118.755       | 26.91%        | 175.267      | 42.52%       | Derrota   |
| 2018  | Stávros Malás        | 116.920       | 30.24%        | 169.243      | 44.01%       | Derrota   |
| 2023b | Andreas Mavroyiannis | 117 627       | 29.60%        | 189 522      | 48.08%       | Derrota   |

a Candidat conjunt amb el Partit Democràtic. b Candidat independent recolzat pel partit.

### Parlament Europeu
| Any  | Vots    | Vots | Vots | Escons | Escons |
| Any  | #       | %    | Pos. | #      | ±      |
| ---- | ------- | ---- | ---- | ------ | ------ |
| 2004 | 93,212  | 27.9 | 2n   | 2 / 6  | Nou    |
| 2009 | 106,922 | 34.9 | 2n   | 2 / 6  | =      |
| 2014 | 69,852  | 27.0 | 2n   | 2 / 6  | =      |
| 2019 | 77.241  | 27.5 | 2n   | 2 / 6  | =      |
| 2024 | 79,163  | 21.5 | 2n   | 1 / 6  | 1      |

## Secretaris generals
- 1936-1945: Ploutis Servas
- 1945-1949: Fifis Ioannou
- 1949-1989: Ezekias Papaioannou (veterà de la Guerra civil espanyola)
- 1989- 2009: Dimitris Khristófias
- 2009 - 2021: Andros Kyprianou
- 2022 - Present: Stefanos Stefanou